# Marita Sandig
Marita Sandig (alemany: Marita Gasch)  (Lichtenstein, 4 d'abril de 1958), de casada Gasch, és una ex-remadora alemanya que va competir sota bandera de la República Democràtica Alemanya durant les dècades de 1970 i 1980. Es casà amb el també remer Uwe Gasch.
El 1980 va prendre part en els Jocs Olímpics de Moscou, on guanyà la medalla d'or en la competició del vuit amb timoner del programa de rem. En el seu palmarès també destaquen quatre medalles d'or i dues de plata al Campionat del món de rem.